# Vrai Parti démocrate - Daichi
Le vrai parti démocrate - Daichi ou VPD (大地・真民主党, Daichi - Jinminshutō) est un parti politique japonais conservateur social, fondé le 28 décembre 2011 sur la base du Nouveau parti Daichi (NPD) de Muneo Suzuki élargi à quatre parlementaires : trois anciens du Parti démocrate du Japon (PDJ) et un dernier issu du Nouveau parti Nippon (NPN).

## Formation
Le parti est formé initialement par plusieurs hommes politiques de la majorité parlementaire dominée par le PDJ mais opposés à la volonté du gouvernement de Yoshihiko Noda de réviser le programme de campagne des élections législatives de 2009.
Il est créé sur la base du Nouveau parti Daichi, présidé et véritablement incarné depuis sa création en 2005 par Muneo Suzuki, ancienne figure importante du Parti libéral-démocrate (PLD) et directeur de l'Agence de développement de Hokkaidō dans le gouvernement de Ryūtarō Hashimoto de 1997 à 1998. Celui-ci a une réputation controversée, marquée par des affaires judiciaires qui lui ont valu plusieurs fois de perdre son mandat de député : une première fois en juin 2002 à la suite de sa mise en examen pour suspicion de corruption,,, une seconde fois en septembre 2010 à la suite du rejet par la Cour suprême de sa demande d'appel de sa condamnation prononcée en 2004.
Il avait fondé le Nouveau parti Daichi à la suite de son premier retour sur la scène politique en 2005 pour s'opposer au projet de privatisation de la poste japonaise du Premier ministre réformateur Jun'ichirō Koizumi. Il est depuis devenu un allié permanent du Parti démocrate du Japon (PDJ), principale force d'opposition au PLD jusqu'en 2009 puis parti au pouvoir. La création du VPD fait suite à la libération sur parole de Muneo Suzuki après un an d'emprisonnement dans la préfecture de Tochigi, le 6 décembre 2011. Il s'est associé dans ce nouveau parti à d'autres parlementaires de la majorité.
Les cinq membres de la Diète à l'origine de la création du VPD sont :
- 3 députés :
  - Takahiro Asano (33 ans, ex-NPD), ancien secrétaire de Muneo Suzuki de 2003 à 2009, il est son suivant de liste (numéro trois) aux élections législatives du 30 août 2009 dans le Bloc proportionnel de Hokkaidō et lui succède en tant que député en septembre 2010.
  - Kenkō Matsuki (52 ans, ex-PDJ), député pour le Bloc proportionnel de Hokkaidō de 2003 à 2009 puis pour le 12e district de cette île préfecture à partir de 2009, il s'était présenté auparavant dans la 2e circonscription sous les couleurs de la Ligue libérale (petit parti conservateur libéral des années 1990) en 1996 puis sans étiquette en 2000. Il rejoint en 2001 le Parti libéral d'Ichirō Ozawa, et donc le suit dans son absorption par le PDJ en 2003 où il reste un partisan de l'influent Ozawa. Très critique à l'égard du gouvernement de Naoto Kan, dont il est initialement membre jusqu'en février 2011, il s'oppose tout particulièrement à la politique libre-échangiste du Premier ministre et à sa proposition de rejoindre les négociations du Trans-Pacific Strategic Economic Partnership (TPP), étant un partisan du maintien d'une certaine dose de protectionnisme sur les denrées agricoles et d'aides aux agriculteurs. Il est l'un des deux députés démocrates à voter une motion de censure déposée par l'opposition contre le Cabinet Kan le 2 juin 2011, et est exclu du PDJ à la suite de cela. Il siégeait comme non inscrit entre juin et décembre 2011.
  - Tomohiro Ishikawa (38 ans, ex-PDJ), député pour le Bloc proportionnel de Hokkaidō de 2007 à 2009 puis pour le 11e district de cette île préfecture à partir de 2009, ancien secrétaire d'Ichirō Ozawa de 1996 à 2005. Il est arrêté, avec d'autres collaborateurs d'Ozawa[5], au début du mois de janvier 2010 puis mis en examen le 4 février suivant, étant accusés d'avoir falsifié les comptes de l'organisme de financement des campagnes de l'homme politique pour cacher plusieurs « pots-de-vin » provenant de compagnies du BTP, en n'ayant pas rapporté notamment l'achat pour 400 millions de yens (3,2 millions d'euros) d'un terrain dans l'arrondissement de Setagaya à Tōkyō. Il quitte alors le PDJ, mais pas la Diète où il siège en tant que non inscrit jusqu'en décembre 2011. C'est en cette qualité qu'il fait partie des 17 parlementaires de la majorité proches d'Ichirō Ozawa qui s'abstiennent lors du vote de la motion de censure du 2 juin 2011.
- 2 conseillers :
  - Yoshirō Yokomine (51 ans, ex-PDJ), conseiller depuis 2007, élu au scrutin proportionnel national. Il démissionne le 28 décembre 2011 du PDJ, en citant des « raisons personnelles », pour participer immédiatement à la création du VPD et tandis qu'il est touché par un scandale relatif à un mauvais usage de billets d'avions payés par la Diète. Il est le père de la golfeuse Sakura Yokomine[6].
  - Makoto Hirayama (59 ans, ex-NPN), il a été un collaborateur à partir de 2005 de l'ancien gouverneur de la préfecture de Nagano et fondateur du NPN Yasuo Tanaka. Il entre à la Chambre des conseillers pour la circonscription proportionnelle nationale en août 2009 en tant que suivant de liste de Tanaka qui s'est fait élire député lors des élections législatives. Il siège, comme l'avait fait son prédécesseur, dans le même groupe que les démocrates à la chambre haute, mais n'est jamais indiqué par le NPN comme l'un de ses parlementaires sur son site officiel. Il rejoint le VPD à sa création le 28 décembre 2011.

## Élections législatives de 2012
Pour les élections législatives de 2012, le VPD forme une alliance avec le Parti du futur du Japon (PFJ, parti anti-nucléaire et hostile à la hausse de la taxe sur la consommation et au TPP) du gouverneur de la préfecture de Shiga Yukiko Kada et le Parti social-démocrate (PSD) de Mizuho Fukushima, afin de constituer une « troisième force » ou « troisième pôle » (第三極, Daisan kikku) de centre gauche, par opposition à la « troisième force » plus orientée à droite incarnée par l'Association pour la restauration du Japon (ARJ),,. Le parti confirme son implantation essentiellement locale en ne présentant que sept candidats, aussi bien au vote majoritaire qu'à la proportionnelle, uniquement à Hokkaidō. Il totalise 315 604 voix au scrutin majoritaire pour aucun élu, et 346 848 et un siège à la proportionnelle pour Tomohiro Ishikawa. Avec trois parlementaires, le VPD passe ainsi en dessous de la barre des cinq membres de la Diète nécessaires pour être reconnu par la loi comme parti politique à part entière et donc obtenir les financements qui s'y rattachent. Cette représentation se réduit à deux à partir du 28 décembre 2012, avec le ralliement de l'un de ses deux conseillers, Makoto Hirayama, au petit parti environnementaliste Vent vert.